# District de Kutch
Pour les articles homonymes, voir Kutch.
Le Kutch (Cutch ou Coutch) ou Kachchh (en sindhi : ڪڇ ; en gujarati : કચ્છ) est un district de l'État du Gujarat, en Inde. Il correspond également à la région et à l'ancien royaume du même nom.
Les habitants du Kutch sont de manière prédominante des Kutchis, un groupe ethnolinguistique parlant la langue kutchie, apparentée au sindhi.

## Géographie
Le district couvre une surface de 45 674 km2 et sa population est de 2 092 371 habitants (2011).
Kachchh, « tortue » en sanskrit, désigne un endroit alternativement sec et humide. 
Une grande partie de ce district est appelée le Rann de Kutch, et est constitué de basses terres inondées pendant la saison des pluies et asséchées le reste du temps.
Le Kutch est bordé par le golfe de Kutch et la mer d'Arabie au sud et à l'ouest, et au nord et à l'est par le Grand et le Petit Rann. L'extrême nord-ouest du territoire, à la frontière avec le Pakistan, constitue une partie du delta du fleuve Indus.
La région est un des secteurs de contentieux frontaliers indo-pakistanais, dans l'estuaire de Sir Creek (voir article sur les territoires contestés de l'Inde). Les tensions frontalières se traduisent aussi, de part et d'autre de la frontière, par l'emprisonnement systématique des pêcheurs riverains franchissant cette délimitation maritime floue,.

## Histoire
Le Royaume de Kutch, puis État de Kutch, était un ancien royaume puis État princier de l'Inde de 1147 à 1948. Il avait pour capitale la ville de Bhuj. Après l'indépendance de l'Inde, l'ancien État princier devient un État fédéré à part entière, l'État de Kutch, jusqu'à son annexion à l'État de Bombay en 1956, à la suite du States Reorganisation Act. En 1960, Bombay est dissout selon des critères linguistiques entre les nouveaux États du Maharashtra (de langue marathe) et du Goudjerate (de langue goudjaratie), le Kutch est attribué ce dernier.